# Francesco Saverio Massimo
Francesco Saverio Massimo (ur. 26 lutego 1806 w Dreźnie, zm. 11 stycznia 1848 w Rzymie) – włoski kardynał.

## Życiorys
Urodził się 26 lutego 1806 roku w Dreźnie, jako syn Camilla Massima i Cristiny di Sassonii. Po przyjęciu święceń kapłańskich został prefektem Pałacu Apostolskiego. 12 lutego 1838 roku został kreowany kardynałem in pectore. Jego nominacja na kardynała diakona została ogłoszona na konsystorzu 24 stycznia 1842 roku, a następnie nadano mu diakonię Santa Maria in Domnica. Rok później został legatem w Rawennie, a w 1846 – prefektem Kongregacji ds. Wód. Zmarł 11 stycznia 1848 roku w Rzymie.